# Willy Falck Hansen
Willy Falck Hansen (ur. 4 kwietnia 1906 w Helsingør, zm. 18 marca 1978 w Braszowie w Rumunii) – duński kolarz torowy, trzykrotny medalista olimpijski oraz trzykrotny medalista mistrzostw świata.

## Kariera
Pierwszy sukces w karierze Willy Falck Hansen osiągnął w 1923 roku, kiedy zdobył złoty medal w wyścigu na 1 km podczas mistrzostw krajów nordyckich. Rok później wystartował na igrzyskach olimpijskich w Paryżu, gdzie wspólnie z Edmundem Hansenem wywalczył srebrny medal w wyścigu tandemów. Na tych samych igrzyskach był szósty w drużynowym wyścigu na dochodzenie, a rywalizacji w sprincie i wyścigu na 50 km nie ukończył. W 1926 roku zwyciężał na mistrzostwach nordyckich na dystansach 1 i 10 km, a rok później zdobył srebrny medal w sprincie amatorów na mistrzostwach świata w Kolonii, ulegając jedynie Niemcowi Mathiasowi Engelowi. Igrzysk olimpijskie w Amsterdamie w 1928 roku przyniosły mu kolejne dwa medale: złoty w wyścigu na 1 km oraz brązowy w sprincie - wyprzedzili go tylko Francuz Roger Beaufrand oraz Holender Antoine Mazairac. W tym samym roku Duńczyk zwyciężył w sprincie na mistrzostwach świata w Budapeszcie. W 1929 roku przeszedł na zawodowstwo, a podczas rozgrywanych w 1931 roku mistrzostw świata w Kopenhadze zdobył swój jedyny medal w tej kategorii, zwyciężając w sprincie. Hansen startował w zawodach do 1949 roku, ale nie zdobył już medalu na międzynarodowej imprezie. Do tego czasu zdobył jednak 29 złotych medali torowych mistrzostw kraju oraz łącznie siedem medali mistrzostw krajów nordyckich, w tym cztery złote. W 1950 roku zakończył karierę.